# Jan Baranowicz
Jan Baranowicz, eigentlich Jan Baran (* 15. Mai 1906 in Borzęcin; † 30. Juni 1983 in Katowice), war ein polnischer Lyriker und Prosaiker.

## Leben
Jan Baran besuchte zunächst das Gymnasium in Brzesko und anschließend in Tarnów, wo er 1926 das Abitur ablegte. Danach studierte er kurzzeitig von 1926 bis 1927 Polonistik an der Jagiellonen-Universität und wechselte dann an das Priesterseminar in Tarnów, wo er ein Studium der Theologie aufnahm. Zu Studienzeiten veröffentlichte er seine Gedichte und Erzählungen in den Zeitschriften Piast und Rola. Zudem engagierte er sich in der Bauernbewegung und war in den Jugendorganisationen Znicz und Wici aktiv. Aufgrund seiner schwierigen wirtschaftlichen Lage brach er 1928 sein Studium ab und war längere Zeit arbeitslos. Von 1931 bis 1936 arbeitete er in den Freiwilligen Arbeitstrupps (Ochotnicze Drużyny Robocze) in Schlesien. Daraufhin war er von 1937 bis 1939 im Büro des Fundusz Pracy (Arbeitsfonds) in Katowice angestellt.
Während der Deutschen Besetzung lebte er in Borzęcin und Bogumiłowice und arbeitete in einer Konsumgenossenschaft. Daneben arbeitete er mit den Bataliony Chłopskie zusammen, indem er Untergrundpresse verbreitete. Daher wurde er 1943 von der Gestapo in Tarnów inhaftiert.
Nach dem Zweiten Weltkrieg wurde er 1945 in den Verband der Polnischen Literaten aufgenommen und arbeitete er von 1945 bis 1953 für das Polskie Radio Katowice als Redakteur. In dieser Zeit schrieb er fast 500 Sendungen. Dem Polskie Stronnictwo Ludowe schloss er sich 1949 an. Daneben gehörte er mehreren Redaktionen an: von 1945 bis 1946 in der Gazeta Robotnicza, von 1945 bis 1947 in der Zagroda Chłopska, von 1949 bis 1950 in der Odra, von 1952 bis 1956 im Śląsk Literacki und von 1956 bis 1957 in den Przemiany. Am Teatr Nowy in Zabrze war er von 1961 bis 1973 literarischer Leiter.

## Werke

### Dramen
- Madejowa klechta. Baśń sceniczna w 5 aktach z prologiem, 1937
- Skały Golgoty. Plątowisko misteryjne w 4 obrazach wierszem, 1939
- Szopka betleemska. Misterium ludowe w 3 obrazkach, 1947
- Kołyszą się jodły. Jednoaktówka, 1953
- Żabie oczko. Baśń sceniczna w 3 aktach, 1964
- Rapsod śląski. Widowisko poetyckie, 1965
- Czarodziejskie klucze, 1967

### Lyrik
- Pieśń o jaworowym krzaku, 1938
- Chrystus w zaułku. Poezje, 1939
- Wiersze, 1946
- Ballady, 1948
- Łąka skowronków, 1948
- Spółdzielnia nad jeziorem. Opowieść wierszem, 1952
- Muzyka świerszczy, 1953
- Pieśń o Marku Prawym, 1955
- Ośmiu świętych od wina, 1958
- Liryki wybrane, 1960
- Mój krajobraz, 1966
- Polna obecność, 1970
- Świtem na skraju lasu, 1974
- Ziołowe słowa, 1977
- Ballada o lipowym klocku, 1978
- Elegie intymne. Wiersze, 1981

### Prosa
- Spółdzielnia nad Zieloną Wodą; W Przełazach zaczęła się wiosna, 1950
- Chłopska pieśń walki i zwycięstwa, 1952
- Mój przyjaciel Lompi, 1954
- Na chłopski rozum, 1954
- Kołacz i razowiec, 1955
- Fortel Kota Myszopsota. Bajki, 1956
- O babce, wnęku i mądrym karle, 1956
- Trudna miłość, 1956
- Lata we mgle, 1957
- Święta z Kępy. Opowiadania, 1957
- Zielone ścieżki, 1957
- Ludzie i świątki, 1959
- Juliusz Ligoń. Śląski działacz i poeta, 1960
- Wróżka Mira, 1960
- Baśnie kwitną na hałdach, 1962
- Kurtokowie. Saga śląska, 1962
- Studnia Białonóżki. Podania i legendy bułgarskie, 1963
- Potok Łabajów. Powieść, 1965
- Przygoda z krętogłowem. Wybór opowiadań, 1966
- Hobby pułkownika Kościeja, 1970
- Przyjaźń o zmierzchu, 1971
- Kolczyki Kalimury, 1974
- Strzały na grobli. Powieść, 1974
- Podwieczorek z Sylenem. Satyry, fraszki, humoreski, bajki i dialogi heter, 1976
- Ucieczka przed cieniem. Powieść sensacyjna z pierwszych lat po wyzwoleniu, 1976
- Zmowa demonów, 1982
- W krainie baśni, 1983

### Übersetzungen
- Malowane róże, 1970 (Auswahl von sorbischen Volksgedichten)

## Auszeichnungen
- 1972 Ritterkreuz Polonia Restituta